# 프삼티크 1세

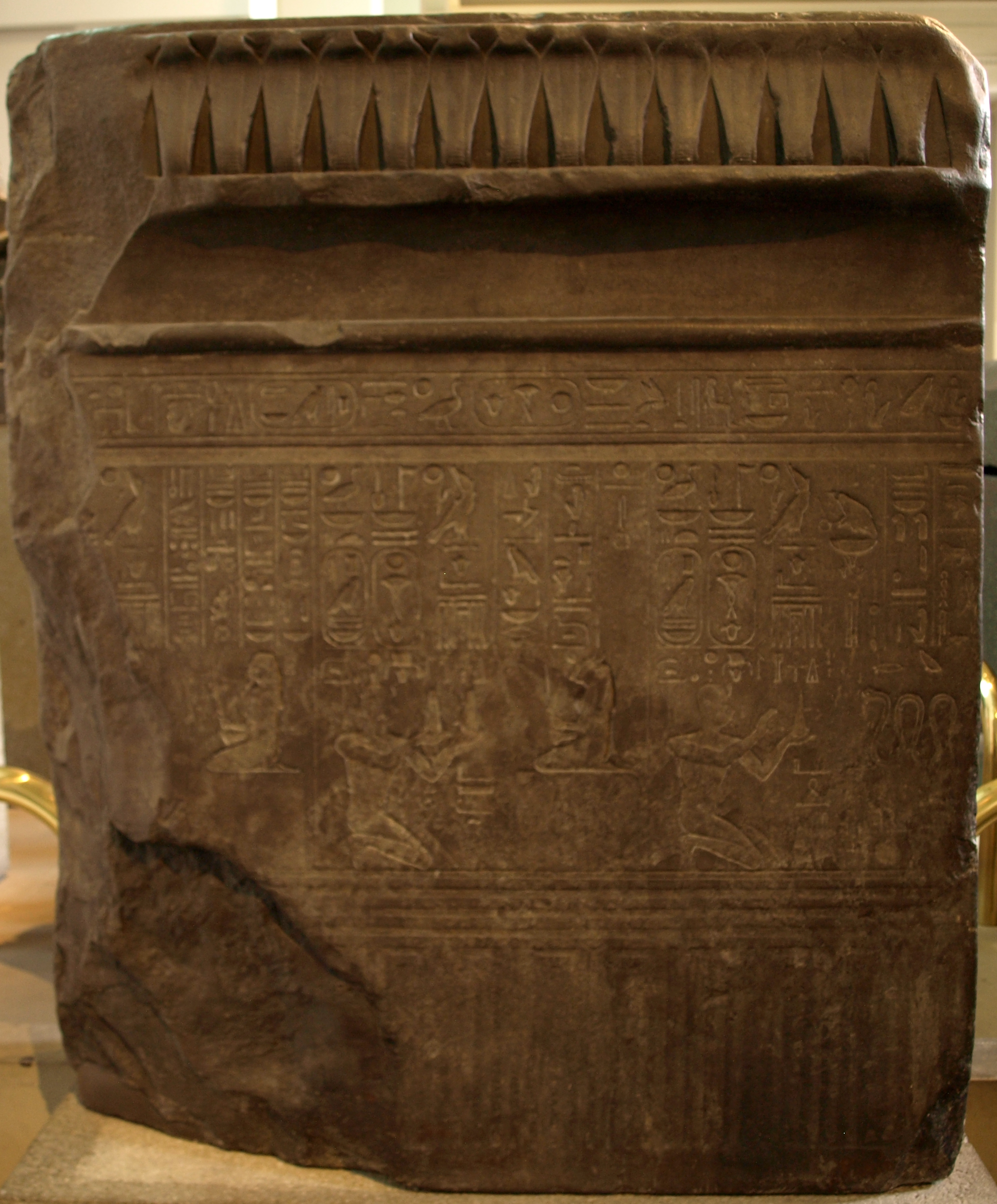
의식을 지내는 프삼티크 1세를 묘사한 돌</br>(대영 박물관)

프삼티크 1세(Psamtik I, 또는 프사메티쿠스(Psammeticus or Psammetichus))는 기원전 664년부터 610년까지 재위한 이집트 제26왕조의 파라오이다.
| 전임 네카우 1세 | 제2대 이집트 제26왕조의 파라오 기원전 664년 ~ 기원전 610년 | 후임 네카우 2세 |